# Mesoplodon carlhubbsi
Il mesoplodonte di Hubbs (Mesoplodon carlhubbsi) è un cetaceo odontoceto della famiglia Ziphiidae. Quando venne scoperto dall'ittiologo Carl Hubbs, venne erroneamente ritenuto un mesoplodonte di Bowdoin; comunque, non appena lo studioso si accorse di aver scoperto una nuova specie, venne ribattezzata così in suo onore. Questa specie ha la tipica dentatura bizzarra che si ritrova tra i membri del suo genere, ma le sue caratteristiche più salienti sono un "berretto" bianco sulla testa e cicatrici molto numerose. Questa specie è nota per 31 spiaggiamenti ed un possibile avvistamento.

## Descrizione fisica
Il corpo è quello tipico dei Mesoplodon, fatta eccezione per un aspetto più rotondo e più affusolato alle estremità, cosa che le dà l'aspetto di un fuso. Il rostro ha una lunghezza moderata e la mandibola inferiore si inarca oltre il rostro, come nel mesoplodonte di De Blainville, ma molto meno. I denti sono abbastanza lunghi, sono situati all'apice della mandibola e sono leggermente più alti del rostro. Dopo i denti, la mandibola scende giù per ritornare al pari del becco. I maschi hanno una colorazione che va dal grigio scuro al nero, senza controombreggiatura, possiedono macchie bianche sul becco e sul melone bulboso (simile ad un cappello "da baseball") e presentano anche estese cicatrici bianche. Le femmine e i giovani hanno il dorso di un grigio più chiaro e le regioni inferiori bianche e a volte hanno bianco anche il becco. Sia i maschi che le femmine raggiungono una lunghezza di 5,4 metri e pesano 1500 kg. Alla nascita sono lunghe circa 2,5 metri, le dimensioni più lunghe di ogni balena dal becco: il 46% della lunghezza della madre.

## Popolazione e distribuzione
Vive nel Pacifico settentrionale, ad ovest è limitata al Giappone e ad est è diffusa dalla Columbia Britannica alla California. Tra queste due aree dovrebbero vivere anche nell'oceano aperto, ma non è mai stata fatta alcuna osservazione. A causa delle piccole dimensioni del loro areale, dovrebbe essere raro, ma non sappiamo con certezza a quanto ammontino le sue popolazioni.

## Comportamento
A causa dell'infrequenza degli avvistamenti (solamente uno) conosciamo poco del loro comportamento, ma probabilmente viaggiano in piccoli gruppi come le altre specie. Dal grande numero di cicatrici presenti sui maschi adulti si ritiene che i maschi di questa specie siano più in competizione degli altri membri del genere. Si pensa che si nutrano di calamari.

## Conservazione
Questa specie è stata uccisa occasionalmente dai balenieri giapponesi ed è rimasta intrappolata in reti da pesca al largo della California.